# Marie-Louise Sarre
Marie-Louise Sarre (* 13. November 1903 in Neubabelsberg; † 1999 in Ascona, Schweiz) war eine deutsche Bildhauerin und Sekretärin, die zum sogenannten Solf-Kreis des Widerstands gegen den Nationalsozialismus gehörte.

## Leben
Marie-Louise Sarre genannt „Puppi“ war die Tochter des Kunsthistorikers und Museumsdirektors Friedrich Sarre und seiner Frau Maria, geb. Humann, Tochter des Archäologen Carl Humann. Sie wuchs in wohlhabenden Verhältnissen in der elterlichen Villa Sarre in Neubabelsberg auf. Über ihren Vater bekam sie Kontakt zur Familie Solf. Friedrich Sarre war Angehöriger des von Wilhelm Solf mitbegründeten SeSiSo-Clubs in Berlin und Puppi wurde zur Freundin von Lagi Solf, der späteren Lagi Gräfin von Ballestrem. Sie entwickelte früh ein Faible für Bildhauerei und wollte diesen Beruf auch ergreifen, so fertigte sie etwa eine Bronzebüste von Werner Jaeger.
In der Zeit des Nationalsozialismus betätigte sie sich als Sekretärin im Stab der Heeresgruppe Mitte. In den 1940er Jahren brachte sich hin und wieder Essen zu dem, nahe ihres Wohnhauses befindlichen Internierungsheim für Juden in der Neubabelsberger Bergstraße 1. Dabei wurde sie beobachtet, denunziert und kurzzeitig inhaftiert.
Der Verschwörung gegen Hitler diente sie nach eigenen Worten als „unauffälliger Nachrichtenübermittler“ zwischen Mitgliedern des Widerstands. Sie war mit dem Rechtsanwalt Carl Langbehn befreundet und nach dessen Reise in die Schweiz, bei der er Kontakt mit dem OSS unter Allen Welsh Dulles aufgenommen hatte, wurden beide im Herbst 1943 verhaftet und zu Verhören in das Polizeipräsidium am Alexanderplatz gebracht.
Sarre wusste von den Plänen von Johannes Popitz und Carl Langbehn, auch Heinrich Himmler in die Verschwörung mit einzubeziehen. Langbehn wurde im Oktober 1944 hingerichtet, Sarre kam in „Schutzhaft“ in das KZ Ravensbrück, wo sie mit unbeirrbarem Mut und Anteilnahme den Alltag der anderen Häftlinge ein Stück erträglicher machen wollte. Sie lag in einer Zelle über Isa Vermehren, links von ihr befand sich Helmuth James Graf von Moltke und zur Rechten Albrecht Graf von Bernstorff. Neben den Kontakten zu Hanna Solf und Lagi von Ballestrem war sie auch mit Irmgard Zarden, der Tochter Arthur Zardens, befreundet. Auch Peter Bielenberg, der Studienfreund von Adam von Trott zu Solz, traf „die Puppi“ in Ravensbrück wieder. Sie war mit dem Ehepaar Bielenberg befreundet und hatte die Freundschaft zwischen ihnen und Carl Langbehn vermittelt. Rudolf Pechel sagte über Sarre später: „Sie war der blonde Engel von Ravensbrück, unsere Elsa Brändström.“
Im Januar 1944 setzte sich die Schauspielerin Käthe Dorsch über Hanns Johst, den Präsidenten der Reichsschrifttumskammer, bei Heinrich Himmler für die Freilassung von Sarre ein. Dorsch hatte von der Liebesbeziehung zwischen Sarre und Langbehn gehört und versuchte mit ihren Kontakten für sie einzutreten. Hanns Johst dagegen antwortete zu Dorschs Anfrage über eine mögliche Freilassung Sarres vier Wochen später: „Mein liebes Käthchen! Ihren guten Brief mit der Fürbitte für Familie Sarre habe ich dem Reichsführer vorgelegt. Er bedauert, in dieser Angelegenheit nichts unternehmen zu können. Soviel zu diesem Casus.“ Im April 1945 wurde Marie-Louise Sarre aus Gesundheitsgründen in ein SS-Lazarett gebracht, aus dem sie fliehen, und am 20. April 1945 zu ihren Eltern in Neubabelsberg zurückkehren, konnte.
Nach dem Zweiten Weltkrieg wurde Marie-Louise Sarre Mitte August 1945 nach Frankfurt am Main ausgeflogen und berichtete Allen Welsh Dulles ausführlich über die Vorgänge um den Solf-Kreis. Mit ihrer Mutter konnte sie zwei Wochen später in die Schweiz reisen, wo sie bei ihrer Schwester Irene und deren Mann Eduard Wätjen und durch Unterstützung von Eduard von der Heydt am Monte Verità in Ascona eine neue Heimat fand.